# Ridderhofstad Holy

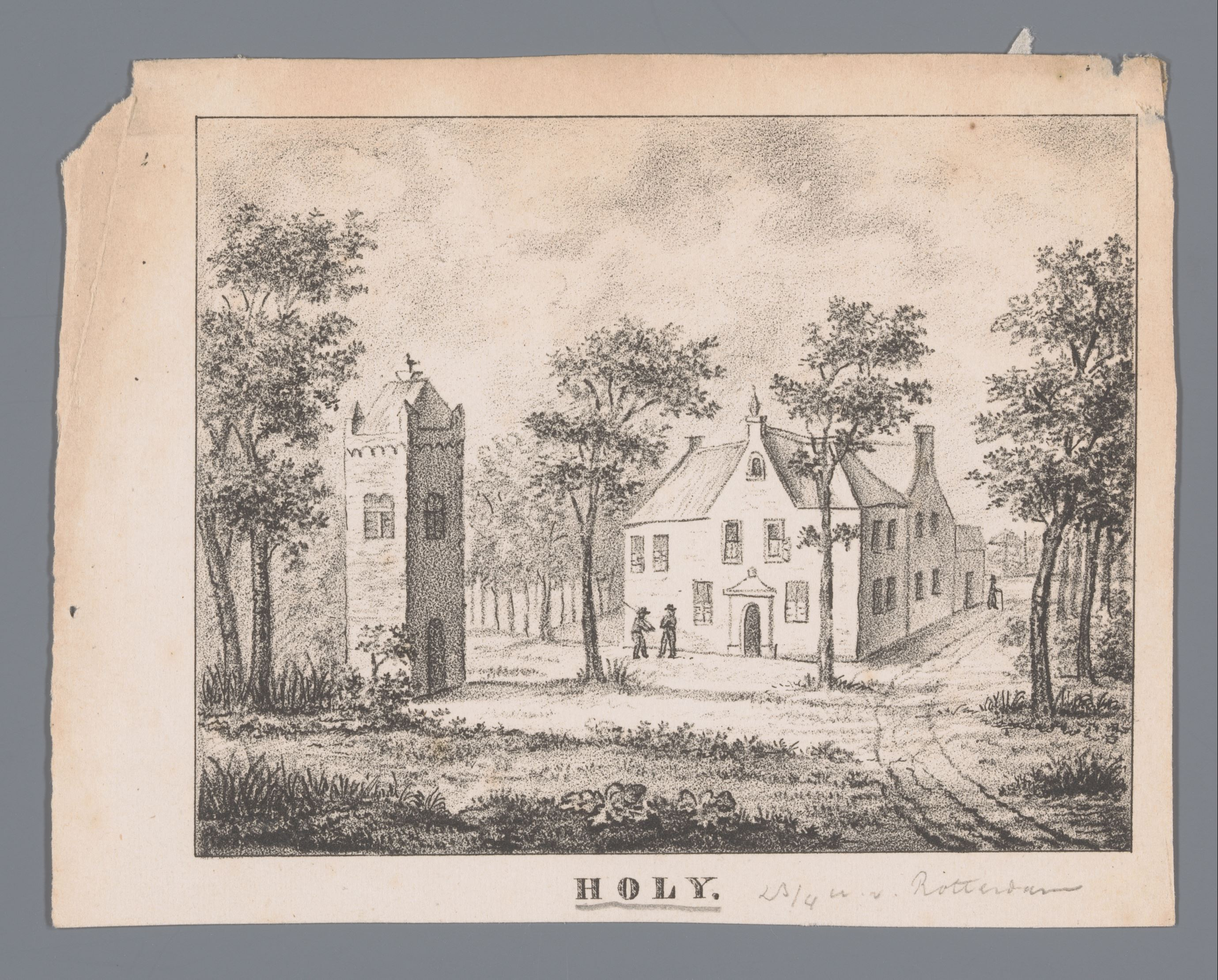
impressie van hofstede Holy, rond de 18e eeuw.

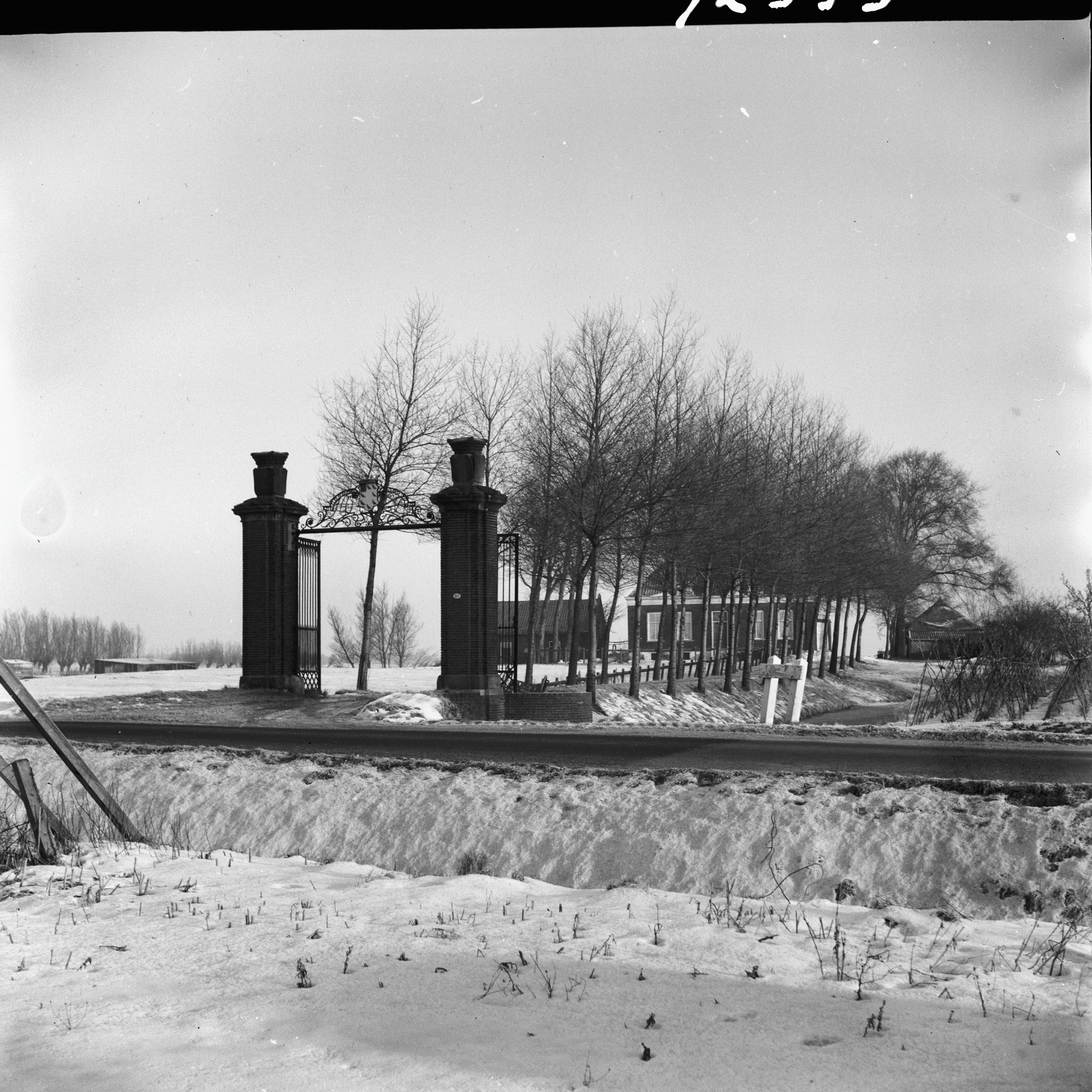
Het toegangshek voor de voormalige boerderij aan de Holyweg

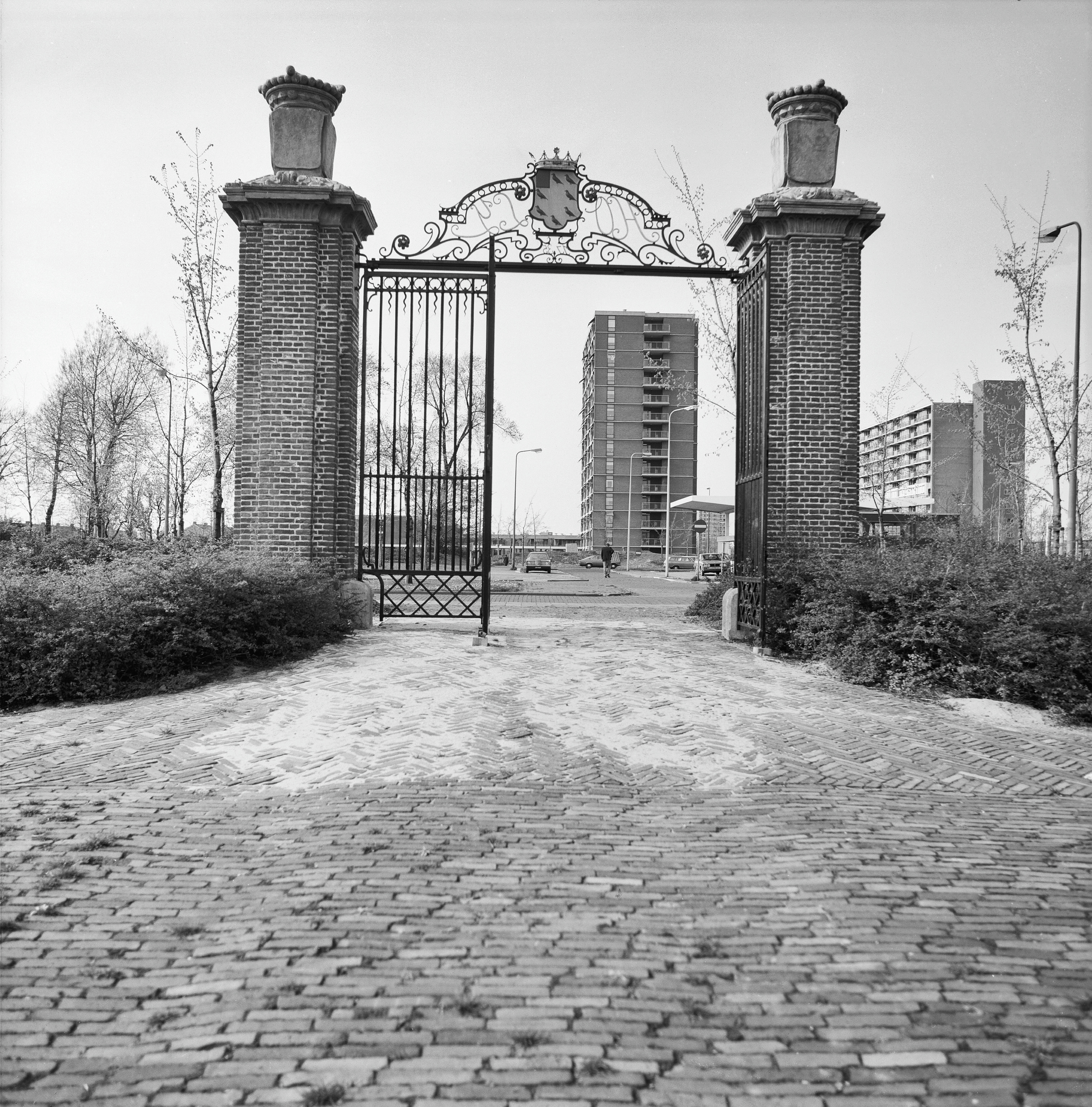
Het toegangshek, bij het voormalige ziekenhuis Holy

De Ridderhofstad Holy is een voormalige ridderhofstad in de Holiërhoekse polder in het voormalige Vlaardingerambacht, tegenwoordig tot Vlaardingen behorend. 
Rond de 13e eeuw werd op een natuurlijke- of opgeworpen heuvel een donjon of verdedigingstoren gebouwd met wat later een woonboerderij er kort bij, die later ook een stenen uiterlijk kreeg en een hofstede werd.

## Geschiedenis
De oudst bekende vermelding dateert van 1343, toen Allert Aagte Muyssoon de hofstede Holy van zijn vader erfde. Zijn nazaten noemden zichzelf Muys van Holy. Maar al eerder, in de dertiende eeuw was er sprake van een familie die zich 'Van Holy' of 'Van Holylede' noemde. De ridderhofstad was gelegen aan de Holyweg en bezat een stenen woontoren op een motte met ten minste drie woonlagen en voorzien van een ringgracht. Rond 1700 was het goed een buitenplaats. Na het overlijden van de laatste eigenares, mevrouw Dreux van Holy in 1850, werd deze afgebroken en werd het terrein ontmanteld. De boerderij werd in 1964 gesloopt. 
Van de ridderhofstad resteert het grote toegangshek met het wapen van Holy, en twee gevelstenen uit de boerderij, met daarop de familiewapens. Het toegangshek, met twee gemetselde pilaren met het de tekst "HO" "LY" en het jaartal 1735 is een rijksmonument.
Het inrijhek werd in 1971 verplaatst naar het terrein naast het in 1959 gebouwde ziekenhuis Holy, waar het toegang tot een rosarium verschafte. Het ziekenhuis is in 2009 gesloopt.
In 2022 werd het toegangshek en bijhorende wapens door een bewonersinitiatief vanuit de nieuwe wijk Park Hooglede geheel gerestaureerd, waarbij ook de wapens in originele staat hersteld werden. Tijdens openmonumentendag op 10 september 2022 werd het toegangshek door de burgemeester onthuld.

## Naam
De naam 'Holy' is een samentrekking van Hoge lede: Een hoge plaats aan een lede of wetering. Overigens kan Leede in deze omgeving ook verwijzen naar een riviertje dat bij Schipluiden bevaarbaar werd.
De wijk Vlaardingen-Holy is naar de voormalige ridderhofstad genoemd.

## Wapen
Het wapen van de ridderhofstad, dat boven het hek is aangebracht, kan beschreven worden als "van zilver, met een vrijkwartier, en beladen met 7 zoomsgewijs geplaatste merletten, alles van keel". Het wapen van Heemstede is van dit wapen afgeleid, en verschilt alleen in de kleur van het schild, dat van goud is.